# Apiocera aliena
Apiocera aliena är en tvåvingeart som beskrevs av Paramonov 1953. Apiocera aliena ingår i släktet Apiocera och familjen Apioceridae. Inga underarter finns listade i Catalogue of Life.